# Yevgueni Pogorelov
Yevgueni Pogorelov (21 de mayo de 1952) es un deportista soviético que compitió en judo. Ganó dos medallas en el Campeonato Europeo de Judo en los años 1977 y 1978.

## Palmarés internacional
| Campeonato Europeo | Campeonato Europeo   | Campeonato Europeo | Campeonato Europeo |
| Año                | Lugar                | Medalla            | Categoría          |
| ------------------ | -------------------- | ------------------ | ------------------ |
| 1977               | Ludwigshafen (RFA)   | Medalla de oro     | –60 kg             |
| 1978               | Helsinki (Finlandia) | Medalla de bronce  | –60 kg             |